# Gare de Gretz-Armainvilliers
Gare de Gretz-Armainvilliers vasútállomás és RER állomás Franciaországban, Gretz-Armainvilliers településen.

## Vasútvonalak
Az állomást az alábbi vasútvonalak érintik:
- Párizs–Mulhouse-vasútvonal
- Gretz-Armainvilliers-Sézanne-vasútvonal

## Kapcsolódó állomások
A vasútállomáshoz az alábbi állomások vannak a legközelebb:
- Gare d’Ozoir-la-Ferrière (Nanterre – La Folie, RER E)
- Gare de Tournan (Gare de Tournan, RER E)

## Lásd még
- Franciaország vasútállomásainak listája
- A RER állomásainak listája